# Олексійчук Богдан Віталійович
Богда́н Віта́лійович Олексійчу́к (1999—2022) — старший солдат; військовослужбовець ЗС України, учасник російсько-української війни.
Загинув у боях під час атаки підрозділів військ РФ на Херсонську область.

## Нагороди
- 28 лютого 2022 року — за особисту мужність і самовіддані дії, виявлені у захисті державного суверенітету та територіальної цілісності України, вірність військовій присязі — нагороджений орденом «За мужність» III ступеня (посмертно).